# City of Flint (корабль, 1919)
City of Flint («Город Флинт») — грузовое судно постройки верфи Hog Island (Филадельфия), изготовленное по заказу компании American International Shipbuilding для Совета по судоходству США (USSB), государственной корпорации. Судно названо в честь жителей города Флинт, штат Мичиган, за их усилия по сбору Займа свободы (Liberty Loan) во время Первой мировой войны.
Корабль работал на американскую компанию Hampton Roads Line с 1930 года, но к 1935 году был возвращён USSB.  К 1940 году владельцем судна стала Морская комиссия США.  Во время Второй мировой войны оно использовалось для нужд армии для грузовых перевозок.
«Город Флинт» стал первым американским кораблём, захваченным немцами во время Второй мировой войны.

## Спасение «Афины»
«Город Флинт» под командованием капитана Джозефа А.Гайнарда впервые столкнулся с новой военной реальностью, когда 3 сентября 1939 года спас 200 выживших с британского пассажирского лайнера «Athenia» («Афина»). «Athenia» («Афина») был торпедирован немецкой субмариной U-30 под командованием капитан-лейтенанта Фрица Лемпа к югу от Роколл-Бэнк. На сигнал бедствия откликнулись «Город Флинт», норвежский грузовой транспорт «Кнут Нельсон», шведская яхта Southern Cross и эсминцы Королевского морского флота «Электра» и «Эскорт». 
Капитан «Электры», лейтенант Сэмми А. Бусс, взял на себя обязанности старшего офицера. Он послал эсминец «Слава» (HMS Fame) для прочёсывания акватории на предмет уничтожения подводных лодок в этом районе, в то время как пришедшие на сигнал бедствия корабли начали спасать выживших, сняв с тонущего корабля 981 пассажира и члена экипажа. «Город Флинт» спас более 200 человек.  112 человек погибли, сама «Афина» затонула на следующее утро.

## Захват немцами
9 октября 1939 года «Город Флинт» перевозил в Великобританию груз тракторов, зерна и фруктов и был захвачен германским малым линкором «Deutschland». Груз корабля был объявлен военной контрабандой, а корабль — военным трофеем. Немецкая призовая команда взошла на борт корабля, чтобы переправить его в Германию.
Чтобы избежать столкновения с Королевским флотом и пополнить запасы воды, призовой экипаж направился в Тромсё, прибыв туда 20 октября 1939 года.  Норвежцы, придерживавшиеся нейтралитета в то время и пережившие потерю потопленного немцами торгового судна «SS Lorentz W.Hansen», отказались принять захваченное судно, предоставив ему 24 часа на то, чтобы покинуть порт. В 16 ч. 20 м следующего дня это было сделано в сопровождении норвежского эсминца «HNoMS Sleipner».
Затем призовой экипаж отправился в Мурманск, прибыв туда 23 октября.  Объявив аварию (привилегия предоставить убежище за ущерб, причинённый в море), корабль находился в Мурманской гавани под контролем немецкого призового экипажа в течение нескольких дней, который был в конечном итоге выслан властями СССР, которые заявили, что, если об аварии заявляют немцы, члены американской команды не могут быть военнопленными. 24 октября немецкий экипаж был интернирован, однако 27 октября их контроль над судном был восстановлен в соответствии с принципом, требующим, чтобы судно оставалось в том же состоянии, что и при входе в порт. 28 октября корабль отплыл в Норвегию под контролем немецкого экипажа без капитана Гайнарда — резервиста Военно-морского флота США, которому разрешили общаться с должностными лицами посольства США. 
За прошедшие несколько недель после захвата «Города Флинта» Соединённые Штаты приказали многим торговым судам США зарегистрироваться в других странах, чтобы продолжать оказывать поддержку союзникам, не нарушая номинального нейтралитета США. Всё время после захвата корабля госсекретарь США Корделл Халл не оставлял попыток вызволить его. На помощь пришёл Королевский флот, который выступил на помощь захваченному кораблю.
Призовая команда корабля снова попробовала пройти в Норвегию и отправилась в порт Хёугесунн. Норвежское правительство вновь отказало во въезде, назвав немецкий экипаж похитителями. Однако приближающийся Королевский флот не оставил призовой команде выбора и вынудил 3 ноября войти в гавань.
Корабль встал на якорь в Норвегии, после чего 6 ноября на его борт вошли вооружённые офицеры и матросы в количестве 30 человек и потребовали передачи судна под командование капитана Гайнарда. Он разгрузил перевозимый груз в Бергене и отправился с балластом в США. Немецкая призовая команда была интернирована в крепости Конгсвингер.
«Город Флинт» продолжал служить в Атлантике, пока 23 января 1943 года его не потопила немецкая подводная лодка U-575.
Капитан Джозеф Гайнард, который во время гибели судна находился в госпитале, умер вскоре после этого. В честь него был назван корабль, спущенный на воду в 1944 г.